# Freinsheim
Freinsheim est une ville allemande, en Rhénanie-Palatinat dans l'arrondissement de Bad Dürkheim. Elle compte à peu près 5 000 habitants. Freinsheim est le chef-lieu de l'agglomération de Freinsheim (Verbandsgemeinde).

## Géographie
Freinsheim se trouve dans la plaine du Rhin, à peu près 20 kilomètres à l'ouest de Ludwigshafen entre Bad Dürkheim et Neustadt, non loin de la Deutsche Weinstraße.

## Histoire
Le village de Freinsheim est nommé pour la première fois en 773, mais le territoire communal était déjà peuplé pendant l'époque romaine. Ce fait est prouvé par des tombes de cette époque qui ont été trouvées en 2006. Entre autres, quatre sarcophages romains en grès calcaire ont été trouvés. Ceux-là datent de l'époque entre 320 et 350 après Jésus-Christ quand Constantin Ier était césar. Ces découvertes soutiennent la présomption archéologique que sur cette place, deux agglomérations en voisinage, avaient existé.

## Politique

### Blason et drapeau

Drapeau de Freinsheim

Banner de Freinsheim

Le blason de la ville est séparé en deux. Sur la moitié supérieure, on trouve le corps d'un lion, tourné à gauche et portant une couronne rouge sur un fond bleu. Au-dessous, on peut voir un grand "F" en rouge et deux grappes bleues. 
Ces grappes soulignent qu'on accolait déjà très tôt des cépages rouges qui occupent aujourd'hui presque la moitié du terrain vignoble.
Le lion avec la couronne symbolise la Kurpfalz historique, la lettre "F" était choisie parce que le nom de la ville commence par un "F".

### Agglomération de Freinsheim
Freinsheim est le chef-lieu de l'agglomération de Freinsheim et pour cette raison là, l'administration de cette agglomération a son siège à Freinsheim. Les villages suivants se trouvent dans cette agglomération : Bobenheim am Berg, Dackenheim, Erpolzheim, Herxheim am Berg, Kallstadt, Weisenheim am Berg, Weisenheim am Sand.

### Jumelages
La ville de Freinsheim est jumelée avec celle de Marcigny en Bourgogne (France) et celle de Buttstädt en Thuringe (Allemagne).

## Culture et curiosités

### Prix de littérature
En mémoire de Hermann Sinsheim, un citoyen de Freinsheim très connu, le prix Hermann-Sinsheimer-Preis est décerné chaque année depuis 1983 pour récompenser des œuvres littéraires. Des lauréats connus jusqu'à maintenant sont : Siegfried Lenz, Hilde Domin, Carola Stern, Marcel Reich-Ranicki, Marion Gräfin Dönhoff.

### Bâtiments

#### Mur d'enceinte
Une particularité de Freinsheim est son mur d'enceinte avec une longueur de 1 300 mètres qui se trouve dans un très bon état. Il date de la fin de l'époque gothique avec des portes et des tours qui forment l'image du Moyen Âge de la ville.
Le centre historique de Freinsheim se trouve aussi, après une restauration, dans un très bon état.

### Événements réguliers

#### Rotweinwanderweg
Le Rotweinwanderweg (sentier du vin rouge) a toujours lieu le 4e week-end du janvier. Au début, se déroule une randonnée avec des flambeaux le vendredi soir lorsque l'obscurité arrive. Le samedi et le dimanche, il y a des randonnées pendant la journée. Au long des sentiers, dans les vignobles, des viticulteurs proposent des vins rouges ainsi que des petits repas.

#### Freinsheimer Altstadtfest
Le premier week-end en juin, il y a le Freinsheimer Altstadtfest (fête de la vieille ville) chaque année, sous le slogan « Wein und Kultur auf historischen Plätzen » (« vin et culture sur des lieux historiques »). La ville de Freinsheim fait grand cas du programme culturel qui est présenté sur la place du marché, sur la cour de Retzer et sur celle de Saar. En général, cette fête commence le vendredi et s'achève le dimanche.

#### Stadtmauerfest
Le Stadtmauerfest (fête du mur d'enceinte) est une fête de vin qui a lieu le troisième week-end en juillet. Avec la coulisse historique, elle est la plus grande et la plus populaire des fêtes de vin dans la région.

#### Kulinarischer Weinwanderweg
Le dernier week-end en septembre, le Kulinarischer Weinwanderweg (sentier culinaire du vin) mène au long des vignobles de la ville. Les vignerons locaux proposent des repas traditionnels de la région, des repas méditerranéens ainsi que du vin Federweißen.

#### Marché de Noël
Le marché de Noël de Freinsheim qui a lieu en décembre offre un jeu de la Nativité auquel des animaux vivants participent.

## Économie et infrastructure

### Économie
Bien que la viticulture ait remplacé l'arboriculture pendant le XXe siècle, la ville reste le siège d'un grand producteur de jus de fruit allemand. Aujourd'hui, Freinsheim est une ville importante de la viticulture en Palatinat. Grâce au centre historique de la ville, le tourisme est devenu un facteur d'économie important.

### Desserte
La route nationale B271 relie Freinsheim à l'autoroute A6 (Mannheim-Sarrebruck-Paris), l'autoroute A61 (Coblence-Spire) et l'autoroute A65 (Ludwigshafen-Spire).
À la gare de Freinsheim, trois lignes ferroviaires se rencontrent. Celles-ci mènent à Neustadt, Frankenthal et Grünstadt. Puis, à Neustadt et à Frankenthal, on atteint des trains rapides en direction de Sarrebruck, Mayence, Mannheim et Francfort.

### Particularité de la vieille ville
Dans le centre historique de Freinsheim, la vitesse pour des véhicules et limitée à 7 km/h. La raison pour cette règle est le pavé inégal qui cause un bruit fort.

## Médias

### Journaux
À Freinsheim, le journal régional Rheinpfalz paraît tous les jours. En plus, il y a des journaux gratuits Dürkheimer Stadtanzeiger, Grünstadter Sonntagsspiegel, Nördliche Weinstraße et tous les jeudis, le journal officiel de l'agglomération.

### Chaînes de radio
Sur le territoire de la ville de Freinsheim, on peut recevoir les chaînes de radio suivantes :
AFN Hessen (98,7), Antenne 1 (101,3), Antenne Bayern (103,0), Antenne Pfalz (94,0), Bayern 1 (95,6), Bayern 3 (93,4), bermuda.funk (89,6), bigFM (106,7), Dasding (91,5), die neue welle (101,8), Deutschlandfunk (106,3), FFH (105,0/105,9), hr1 (90,6), hr2 (95,3), hr3 (92,7), hr4 Süd (101,6), Radio Regenbogen (100,4/102,8), Rockland Radio (93,2), RPR1. (103,6), sunshine live (106,1), SWR1 Rheinland-Pfalz (89,9), SWR1 Baden-Württemberg (97,8/93,5), SWR2 (92,0), SWR3 (101,1), SWR4 Radio Ludwigshafen (95,9), SWR4 Radio Kaiserslautern (105,6) SWR4 Kurpfalz Radio (104,1), SWR4 Ortenau Radio (94,0).

## Personnes connues

### Né à Freinsheim
- Jacob-Gottfried Weber (1779-1839) : musicien au conservatoire de Mannheim
- Philipp Lorenz Geiger (1785-1836), pharmacien-chimiste.
- Hermann Sinsheimer (1883-1950) : journaliste et juriste, rédacteur en chef du Simplicissimus ; en mémoire, Freinsheim prête le prix Hermann-Sinsheimer
- Franz Lind (1900-1966) : peintre et sculpteur

### En relation avec Freinsheim
- Emil Bert Hartwig (1907-1986) : peintre et élève de maître de Paul Klee, né à Marl, mort à Freinsheim
- Friedrich Jossé (1897-1994) : peintre et graphiste, a vécu à Freinsheim

## Liens
- Site officiel de la communauté des communes de Freinsheim (fr)
- Site web touristique (de)